# Oudergem-Shopping (tramhalte)
Oudergem Shopping (Frans: Auderghem Shopping) is een tram- en bushalte van de Brusselse vervoersmaatschappij MIVB, gelegen in de gemeente Oudergem.

## Geschiedenis
De halte Vorstlaan werd tot 21 september 1976 bediend door tramlijn 25 dat tussen Sint-Katelijne en Transvaal reed, en tot 17 juni 1977 door tramlijn 35 dat tussen Naamsepoort en Transvaal reed. Nadien werd de trambediening afgeschaft.
Het is pas op 14 maart 2011 ter verlenging van tramlijn 94 van Herrmann-Debroux tot Trammuseum dat er opnieuw een tramhalte in dienst werd genomen ter hoogte van het kruispunt van de Vorstlaan met de Waversesteenweg. Sinds 29 september 2018 bedienen de trams de halte niet meer als halte van de voormalige tramlijn 94 maar als onderdeel van de verlengde tramlijn 8.

## Situering
De tramhalte Vorstlaan, dat afgeschaft werd in 1977 bevond zich op de middenberm van de Vorstlaan, aan de binnenzijde van twee rijen bomen, ter hoogte van de Pierre Devislaan. De huidige tramhalte bevindt zich ter hoogte van het kruispunt met de Waversesteenweg, voor de verkeerslichten richting Trammuseum, en na de verkeerslichten richting Herrmann-Debroux. Ook bedienen twee buslijnen deze halte, maar deze zijn gelegen in de Waversesteenweg.
Dankzij de goede ligging en bediening wordt de halte voornamelijk gebruikt door mensen die zich naar de Hypermarkt Carrefour begeven.

## Overige
Op de halteaankondigingsschermen in de trams wordt de naam van de halte verkort tot "Auderghem-Shop./Oudergem-Shop.".

## Afbeeldingen

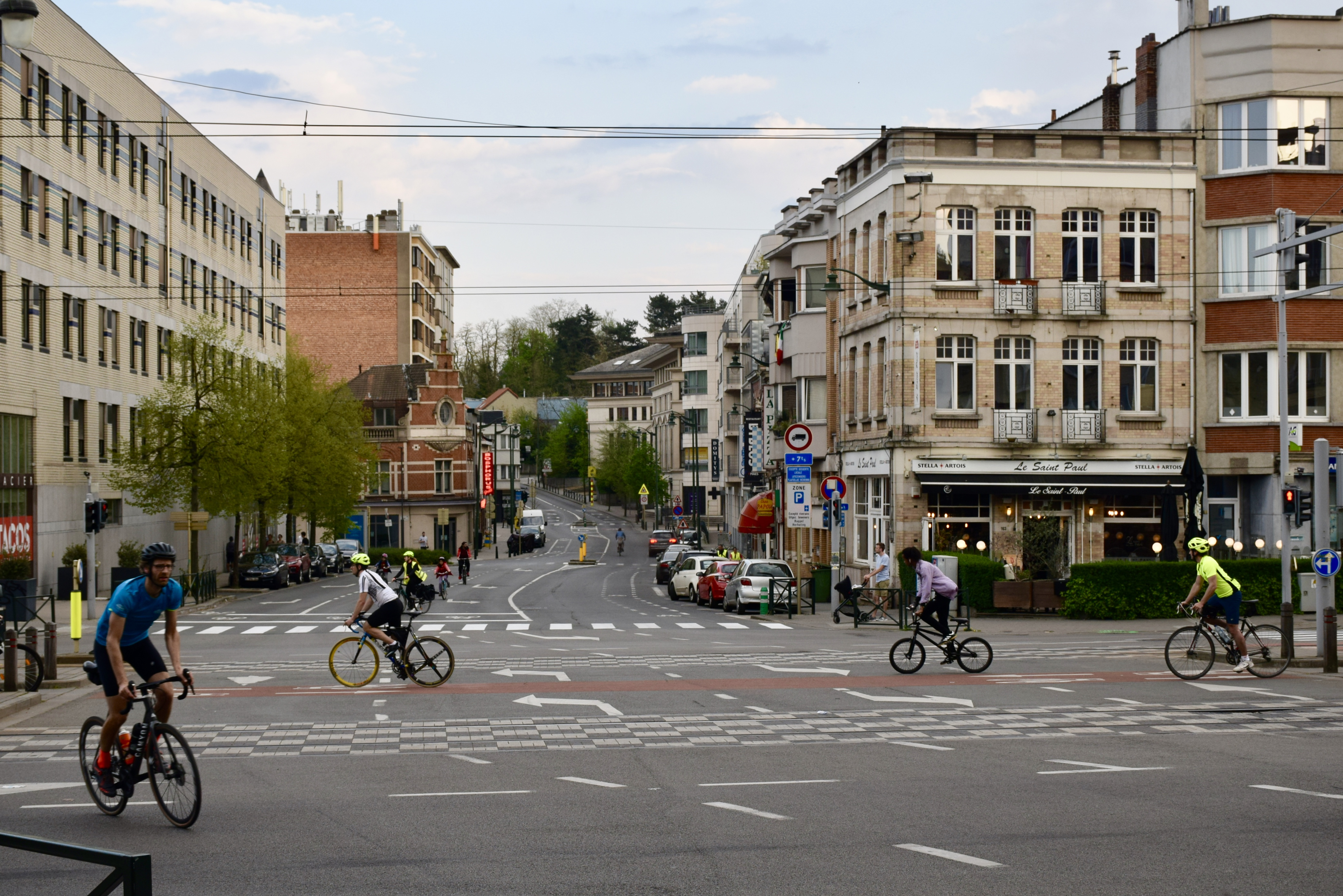
Kruispunt Waversesteenweg - Vorstlaan (2020)
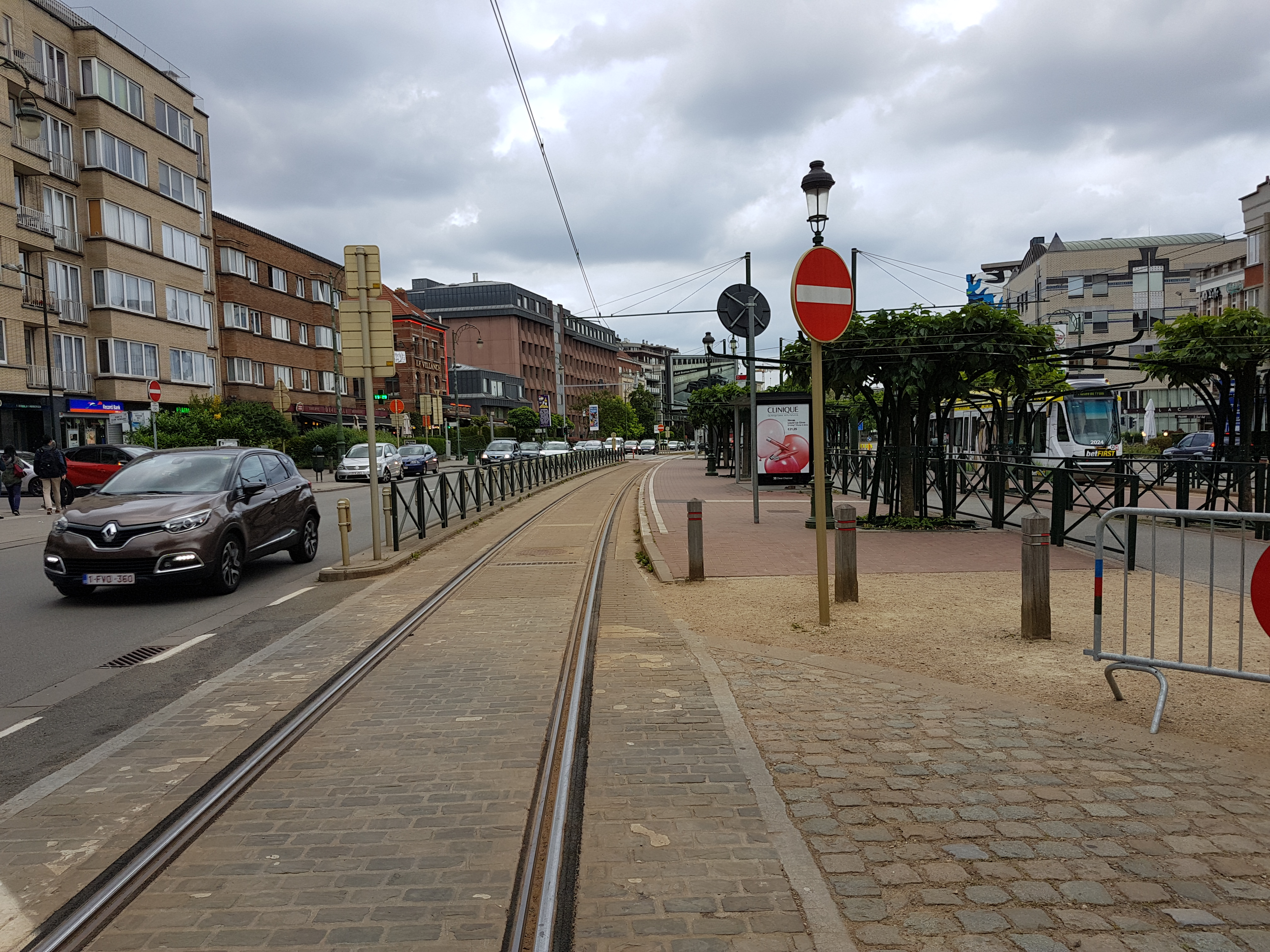
Perron richting Louiza (2017)
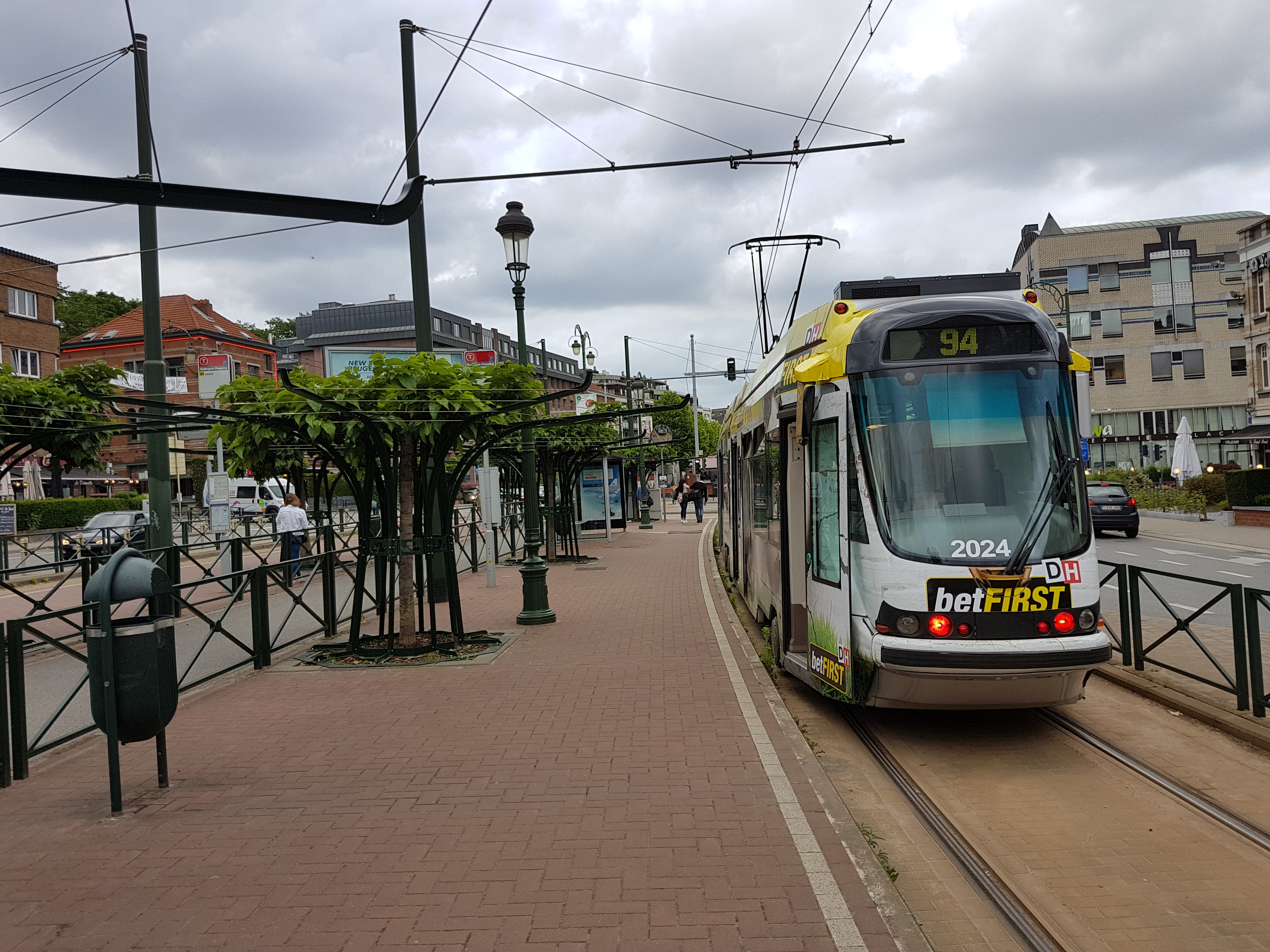
Perron richting Trammuseum (2017)

Louiza · 
Stefania · 
Defacqz · 
Baljuw · 
Vleurgat · 
Abdij · 
Legrand · 
Ter Kameren-Ster · 
Buyl · 
Johanna · 
ULB · 
Solbos · 
Marie-José · 
Brazilië · 
Boondaal Station · 
Renbaan van Bosvoorde · 
Lieveheersbeestjes · 
Bosvoorde Station · 
Delleur · 
Wiener · 
Valkerij · 
Tenreuken · 
Seny-park · 
Herrmann-Debroux · 
Oudergem-Shopping · 
Vorstrondpunt · 
Empain · 
Trammuseum · 
Bronnenpark · 
Voot · 
Woluwe Shopping · 
Roodebeek